# Concordia, Magdalena
Concordia là một khu tự quản thuộc tỉnh Magdalena, Colombia. Thủ phủ của khu tự quản Concordia đóng tại Concordia Khu tự quản Concordia có diện tích 111 ki lô mét vuông. Đến thời điểm ngày 28 tháng 5 năm 2005, khu tự quản Concordia có dân số người.